# 福德學校
福德學校（英語：Bishop Ford Memorial School）是位於香港黃大仙區東頭村白鶴山山上的一所小學。校園正門前方原址是培民村，現已修建為斜坡。校舍旁邊為美東邨美德樓。山後方是黃大仙區摩士網球場、佛教醫院、永光堂及樂富地鐵站。
相鄰原有一所福德幼稚園，但已在1993年結束。

## 校政管理

### 歷任校監[2]
- 1953年至1966年：涂挽靈 神父[3]
- 1966年至1972年：許仕奎 神父
- 1972年至1977年：劉文修 神父[4]
- 1977年至1986年：馬德里 神父
- 1986年至1989年：陸之樂 神父
- 1989年至1995年：盧鋼鍇 先生
- 1995年至1998年：覺法治 神父
- 1998年至2015年：龔偉南 神父
- 2015年至今：潘樹照 先生

### 歷任校長
上午校
- 1953年至1963年：黃卓才 先生[5]
- 1963年至1969年：梁烈樞 先生[6]
- 1969年至1973年：馬寶華 先生
- 1973年至1993年：盧鋼鍇 先生
- 1993年至1995年：馮玉貞 女士

下午校
- 1953年至1972年：王昌雲 先生[6]
- 1972年至1991年：程炳光 先生[7]

全日制
- 1995年至1996年：馮玉貞 女士
- 1996年至1997年：黃醒秋 先生
- 1997年至2005年：黎輝娥 女士
- 2005年至2010年：沈燕菊 女士
- 2010年至2014年：劉偉傑 先生
- 2014年至2021年：許加路 先生
- 2021年至2022年：黃健超 先生
- 2022年至今：衞智立 先生

歷任副校長
- 梁雁瑩 女士

## 校史
二次大戰後，大批難民從中國內地湧來香港，東頭村是本港數個較大的指定難民區之一。1951年11月，東頭村發生大火，燒毀6000間木屋。當時的大主教Archbishop Riberi聽到難民的遭遇，立即與主教府及瑪利諾會當時人商討救濟工作。
其後，香港天主教瑪利諾傳教會會長 Fr. William Mulchay（當時稱作監督）與數位神父想到區內孩子的教育問題，準備在東頭村興建一所小學，培育年輕一代。準備就緒後，瑪利諾會之亞爾拔修士（Brother Albert Staubli）設計了聖堂、學校、圖書館組合式建築物。其中史培曼樞機慷慨地捐助建築費用，並以大理石奠基，以紀念剛於1952年2月21日在廣東獄中去世的福爾德主教（Bishop Francis Xavier Ford，瑪利諾會於1918年最早來華的四位神父之一）。而紐約聖嘉芙蓮醫院的羅拔士修女則請到一位朋友捐建聖堂。
1952年夏季，在當時的教育司署的批准及資助下，福德學校首六個課室得以興建。同年12月12日（聖多瑪節期），由華南瑪利諾會會長 Fr. Thomas Malone 主持奠基儀式。1953年4月1日，福德學校正式啟用，第一位校長為黃卓才先生，當時全校只有14位老師及10班學生。同年9月的新學期，學生增至600多名，分上下午校，王昌雲先生任下午校校長。
1957年，福德校舍擴建另外18個課室，翌年9月擴建工程完成。上下午校共有48班，學生人數達2180多名。
因瑪利諾外方傳教會無力續辦，此校自1975年起改由天主教香港教區直接辦學。
2008年3月，此校因收生不足，曾一度被教育局下令「殺校」，並激起家校各方不滿。及後，在舊生會資助下，此校成功於下一個學年自資開辦小一，並於隨後獲准再開辦資助小一，從而續辦至今。

## 校訓
謙恭進德　力學致知

## 校歌
巍巍獅山插天空，溶溶香海波濤湧。

煌煌黌宮誕其中，莘莘學子樂陶融。

齊歌頌福德志堅貞氣如虹，愛人如己為大眾。

齊歌頌福德傳聖教最光榮，天堂福樂永無窮。
（作者 帥立明老師  1960/70 年代）
收聽校歌

## 學校設施

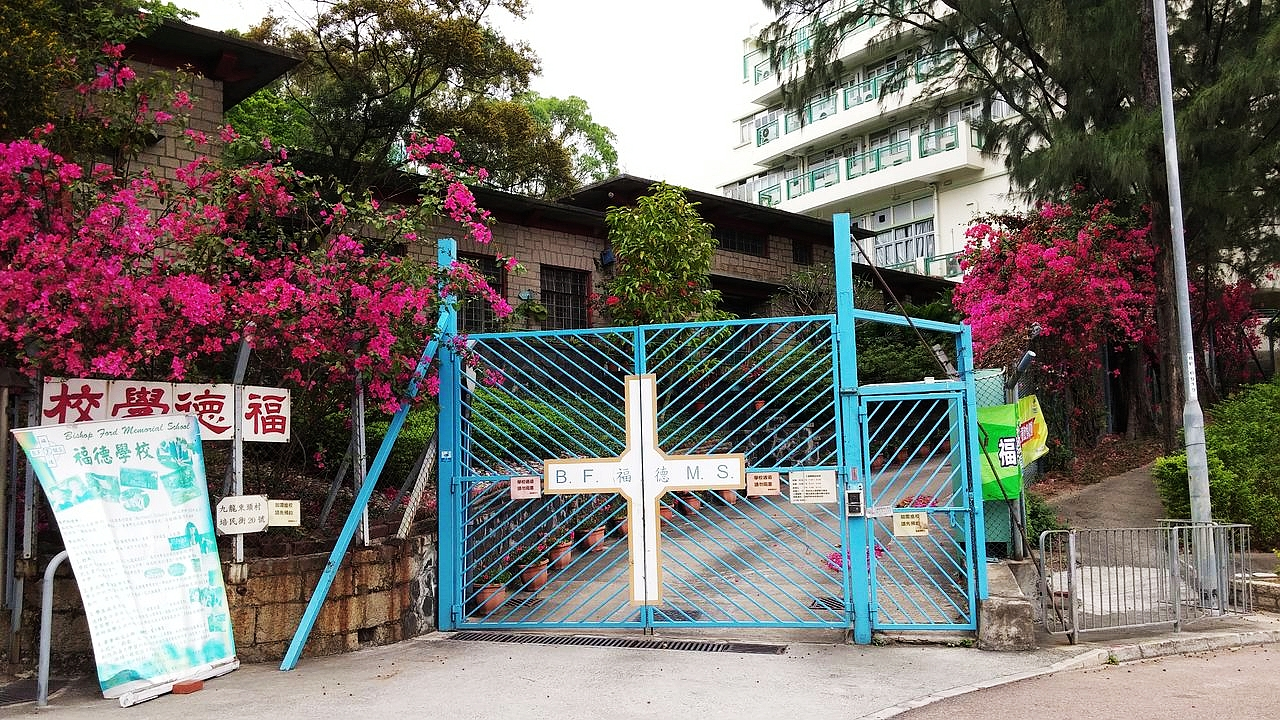
福德學校培民街入口

該校大致上分為新校舍和舊校舍，舊校舍於1952年啟用，新校舍於2004/05學年啟用。
舊校舍：
- 聖堂
- 課室
- 小電腦室
- 大電腦室
- 小音樂室
- 大音樂室
- English Room
- 舞蹈室
- 遊戲學習室
- 活動室

新校舍：
- 禮堂
- 圖書館
- 有蓋操場
- 語言學習室
- 教職員休息室

其他：
- 操場
- 小操場

## 著名/傑出校友
演藝界
- 余家倫：香港男演員[註 1]
- 劉玉翠（1978年上午校）：前香港女演員[註 2]
- 唐韋琪：香港女藝人[15]
- 劉永（上午校畢業）：香港男演員[註 3]
- 張武孝（小六之前）：香港男歌手

醫學界
- 歐耀佳（1971年畢業）：廣華醫院外科顧問醫生[15]
- 陳恩和：瑪嘉烈醫院化學病理學顧問醫生及醫院管理局毒理學參考化驗室主管[15]
- 陳恩強：食物及藥品安全研究中心主任教授[15]
- 朱明：前醫院管理局高級行政經理[15]

商界、體育界
- 蘇煜均：先思行集團創辦人兼主席[15]
- 李瑞成：紅點子 (香港) 創作有限公司及紅點子顧問有限公司董事局主席、中國人民政治協商會議廣州市委員會委員、廣州地區香港政協委員聯誼會常務副秘書長[15]
- 周文亮：晨曦體育會會長[15]

教育界
- 張偉國：前香港公開大學人文社會科學院副教授、前香港樹仁大學歷史學系教授[15]
- 施敏文：香港中文大學課程與教學學系客座助理教授[15]
- 潘漢雄（1958年畢業）：前教育統籌局首席教育主任[15]
- 李寶雄：前彩虹邨天主教英文中學校長[15]
- 戴淑貞：前寧波第二中學校長[15]
- 劉伯榮：前聖博德學校校長[15]
- 黃君南：香港理工大學客席講師[16]
- 蕭一龍：管理和教育學專家、作者，香港中文大學資深兼任講師

宗教界
- 呂晶器：前天主教澳門教區耶穌會院長、前澳門海星中學校董會主席兼校監、前澳門利瑪竇中學校監[15]
- 李志源：前新界沙田聖本篤堂區主任司鐸[15]
- 劉德光：前新界沙田聖本篤堂區主任司鐸[15]
- 曾偉雄：前九龍長沙灣聖老楞佐堂區助理主任司鐸[15]
- 馮定華：慈幼會中華會副省會長、香港慈幼學校校監[15]

其他
- 黃毓民（小一夜校）：前香港立法會議員[17]
- 梁榮武（1963年畢業）：前天文台助理台長
- 陳偉坤：黃大仙區議會樂富區議員[18]